# Hórreo

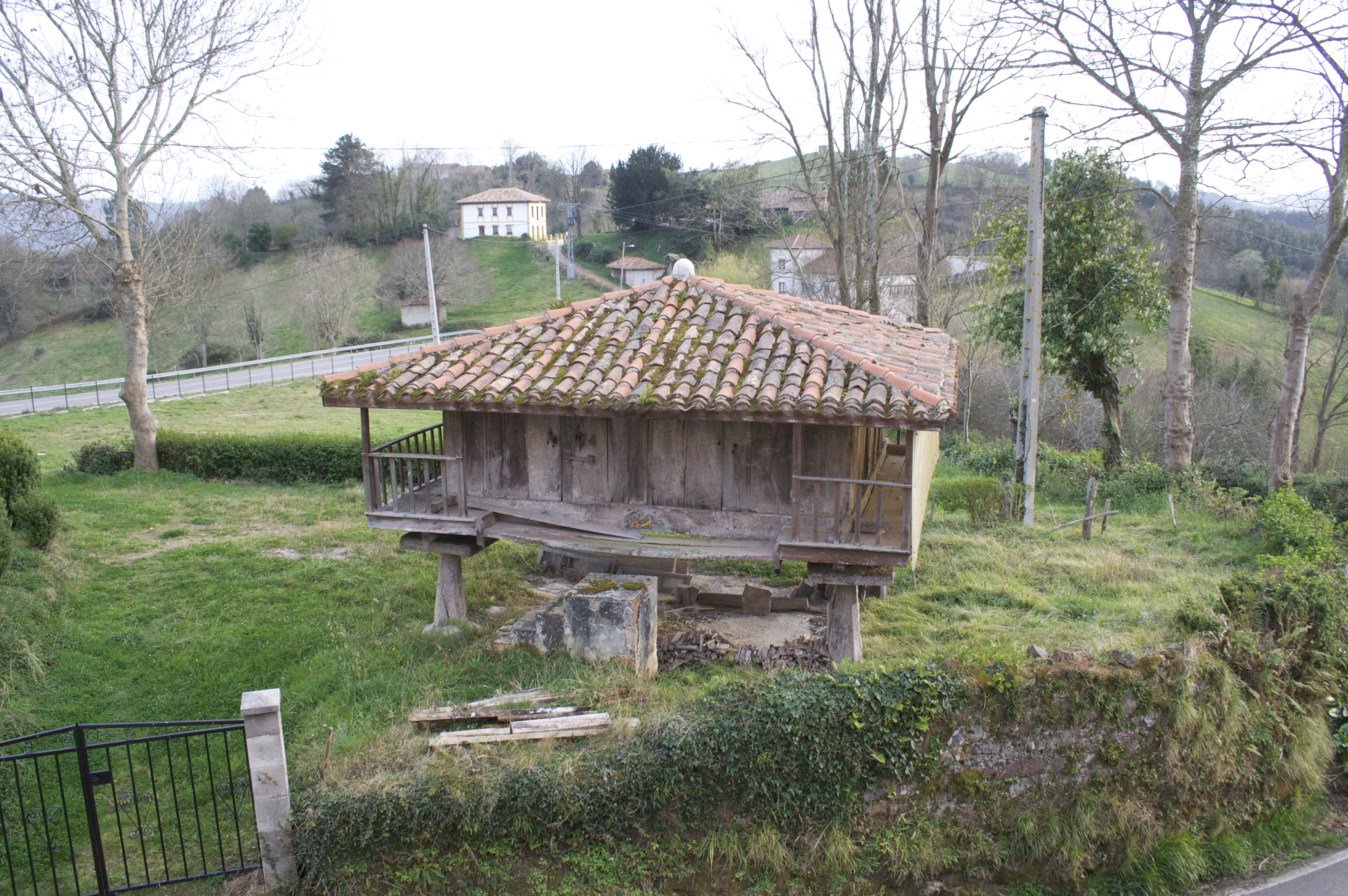
Un hórreo en Asturies.

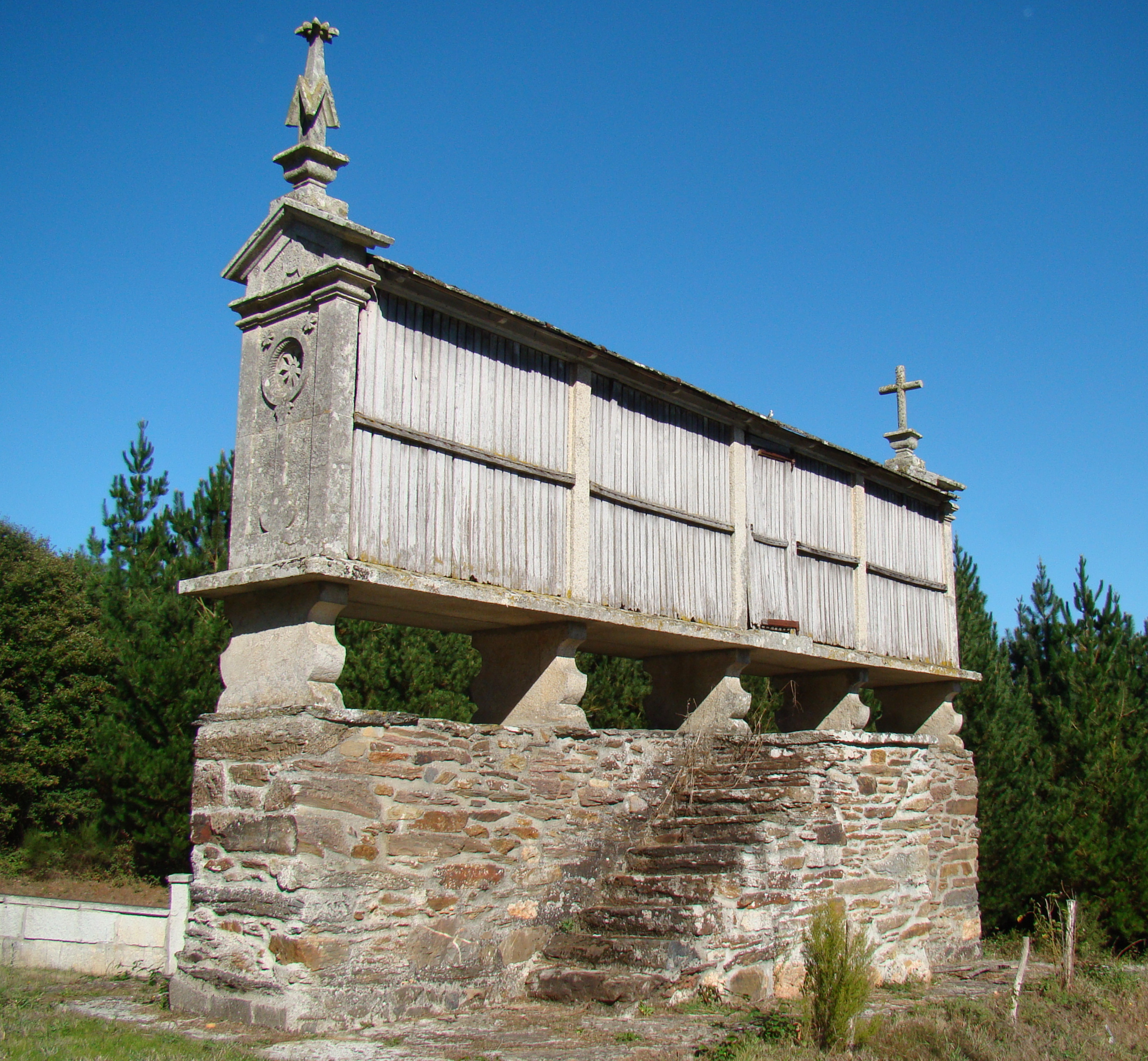
Un hórreo en Galice.

Un hórreo est un grenier typique du nord-ouest de la péninsule Ibérique (principalement Galice et Asturies en Espagne, et région Nord au Portugal), construit en bois et pierre, et élevé sur des piliers terminés par des supports plats afin d'en interdire l'accès aux rongeurs. La ventilation est assurée par des fentes dans les murs.

## Terminologie
Le terme générique espagnol est hórreo (prononcé /ˈoreo/). Localement, on désigne ce genre de construction par horriu, horru (asturien), horriu (léonais), hurriu (parler cantabre), hórreo, paneira, canastro, piorno, cabazo (galicien), espigueiro, canastro, caniço, hôrreo (portugais), garea,  garaia, garaixea (basque).
Les piliers soutenant l'édifice sont nommés pegollos (asturien), esteos (galicien), espigueiros (portugais), abearriak (basque) et leur terminaison plate mueles ou tornarratos (asturien), vira-ratos (galicien), zubiluzea (basque).

## Généralités
Les hórreos sont principalement érigés dans le nord-ouest de l'Espagne (Galice et Asturies) et dans la région Nord du Portugal. On en distingue deux types principaux : les hórreos rectangulaires, les plus courants, principalement en Galice et sur la côte des Asturies, et les hórreos carrés, qu'on peut trouver dans le reste des Asturies, au León, dans l'ouest de la Cantabrie et l'est de la Galice.
Les hórreos asturiens comptent plusieurs types, suivant les caractéristiques du toit (chaume, carreaux, ardoise, etc.), les matériaux des piliers et la décoration. On estime que la région compte 18 000 hórreos.
Le plus long hórreo de Galice est situé à Carnota et mesure 35 m.

## Historique

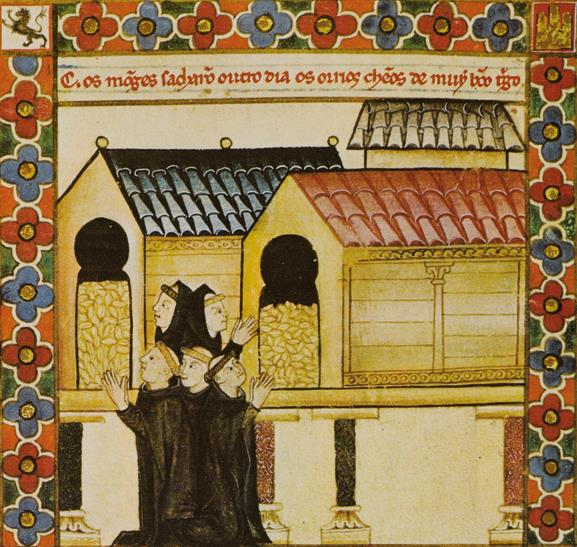
Illustration du Cantigas de Santa María (Galice, vers 1280).

La plus ancienne illustration connue d'un hórreo apparaît au XIIIe siècle dans le Cantigas de Santa María (chant CLXXXVII) : elle figure trois hórreos rectangulaires.
Le plus ancien hórreo encore debout date du XVe siècle.

## Constructions similaires
Des greniers similaires peuvent être rencontrés en Europe (particulièrement sur la façade atlantique) :
- L'Espagne possède des paneras (es) (de grands hórreos asturiens avec plus de quatre piliers), des cabaceiras (hórreos galiciens ronds en vannerie), des trojes (es) ou des trojs (silos en Castille).
- Le nord du Portugal compte des espigueiros ou canastros (tout spécialement à Soajo (pt)).
- La Savoie française comporte des regards, le Valais suisse des raccards et la vallée d'Aoste italienne des rascards.
- Dans le sud de l'Angleterre, on trouve des constructions similaires : des granges élevées sur des staddles.
- La Norvège connaît le stabbur, la Suède le härbre, ou plus précisément le stolphärbre ou stolpbod (dans le centre et le nord du pays).
- On trouve des hambars (en) dans les Balkans et des serender (tr) dans le nord de la Turquie.